# Олеарский, Казимир
Казимир Олеарский (пол. Kazimierz Olearski; 12 февраля 1855, Вельке Дроги — 15 февраля 1936, Краков) — польский учёный, профессор физики Львовской политехники, на то время Высшей политехнической школы, который в 1913—1914 у.г. был её ректором.

## Биография
Родился в Вельких Дрогах Вадовицкого уезда (теперь Краковский уезд, Польша) в семье землевладельца Владислава Олеарского и Мелании из семьи Стрижовских. После окончания Краковской средней школы учился на факультете математики в Ягеллонском университете в городе Краков.
С 1878 работал ассистентом в Астрономической обсерватории университета, продолжая обучение в Лейпциге и Берлине.
В 1880 году защитил в Берлинском университете докторскую диссертацию, а в 1882 году в Ягеллонском университете получил докторскую степень в области теоретической физики. В 1885 году он закончил работу в обсерватории и Академии наук. В 1885/86 учился в Париже и Оксфорде.
После возвращения в 1886 году он стал доцентом экспериментальной физики, метеорологии и климатологии в Высшей полеводческой школе Архивная копия от 29 июля 2017 на Wayback Machine (школа сельского хозяйства) в Дублянах.
В 1889 году он поступил на химический факультет Технического университета Львова, в течение года преподавал одновременно в обоих университетах. В 1890 году закончил свою работу в Дублянах.
С 1889 — профессор физики во Львовской политехнике, с 1896 по 1898 г. декан химико-технологического отдела. 30 июня 1913 года стал ректором Львовской политехники и занимал эту должность до 1915 года. В то же время он был членом Национального Сейма Галиции.
В 1918 году оставил кафедру химии. После отставки преподавал до 1922 года в Департаменте земельных и водных ресурсов.
Он назначил Тадеуша Годлевского своим преемником и продолжателем работы.
Умер в возрасте 81 года, похоронен на Раковицком кладбище.

## Научная деятельность
Значительная часть публикаций Казимира Олеарского опубликована в Академии наук, они касались экспериментальной электротехники, оптики, теории упругости и математики. Внёс важный вклад в историю развития практических электротехнических исследований, опубликовал ряд научных трудов по этой тематике: новый способ измерения малых электрических сопротивлений, исследования электрических осцилляций в электрических цепях, характеристик переменного тока.
Он был полиглотом, свободно владел английским, немецким, русским и романскими языками.
Польскую науку представлял на многочисленных встречах, конференциях и конгрессах, организованных в Великобритании, Франции, Швейцарии, Австрии, Германии, Чехии и на других.